# Claudiu Manda
Claudiu Manda, né le 20 décembre 1975 à Craiova, est un homme politique roumain, membre du Parti social-démocrate (PSD). Il est élu député européen lors des élections européennes de 2019. Il siège au sein de l'Alliance progressiste des socialistes et démocrates au Parlement européen.